# Sin reservas (álbum)
Sin Reservas es el nombre del segundo álbum de estudio del grupo mexicano, Dinora y La Juventud. Fue lanzado el 21 de agosto del 2001 bajo el sello discográfico Platino Records. Estuvo producido por Rob Russell, Felipe García y el miembro de la banda, Juan Arturo Gutiérrez. Estuvo precedido del sencillo líder titulado Más Enamorada, escrito por este último.

## Listado de canciones
| N.º | Título                   | Escritor(es)              | Duración |  |
| 1.  | «Más Enamorada»          | Juan Arturo Gutiérrez     | 3:08     |  |
| 2.  | «Quererte a Ti»          | Camilo Blanes             | 3:17     |  |
| 3.  | «No Puedo Olvidarlo»     | Sergio Andrade            | 3:30     |  |
| 4.  | «Te Sigo Amando»         | Billy Asdruball Caballero | 2:30     |  |
| 5.  | «Solo Él y Yo»           | Hernaldo Zúñiga           | 3:19     |  |
| 6.  | «Aprendí a Vivir Sin Ti» | Rosalba T. Gutiérrez      | 3:40     |  |
| 7.  | «Un Sentimiento»         | Caballero                 | 3:22     |  |
| 8.  | «Y Sin Embargo»          | Massias                   | 2:43     |  |
| 9.  | «Llegaste»               | Pepe Garza                | 2:58     |  |
| 10. | «Yo No Soy Esa Mujer»    | L. Christian De Walden    | 2:46     |  |